# Badanj (Serbia)
Badanj (cyr. Бадањ) – wieś w Serbii, w okręgu raskim, w gminie Raška. W 2011 roku liczyła 74 mieszkańców.